# Proteroeca comastis
Proteroeca comastis är en fjärilsart som beskrevs av Edward Meyrick 1884e. Proteroeca comastis ingår i släktet Proteroeca och familjen Crambidae. Inga underarter finns listade i Catalogue of Life.